# Paranavaí
Paranavaí là một đô thị thuộc bang Paraná, Brasil. Đô thị này có diện tích 1202,469 km², dân số năm 2007 là 82133 người, mật độ 68,3 người/km².